# Schausia
Schausia is een geslacht van vlinders van de familie Uilen (Noctuidae), uit de onderfamilie Agaristinae.

## Soorten
- S. confluens Weymer, 1892
- S. coryndoni (Rothschild, 1896)
- S. cosmetica Karsch, 1898
- S. costistrigata Bethune-Baker, 1927
- S. dambuza Kiriakoff, 1975
- S. daria Druce, 1895
- S. gladiatoria (Holland, 1893)
- S. greenawayae Stoneham, 1963
- S. greenawayi Stoneham, 1963
- S. langazana Kiriakoff, 1974
- S. leona (Schaus, 1893)
- S. mantatisi Kiriakoff, 1975
- S. memnonia Karsch, 1895
- S. mkabi Kiriakoff, 1974
- S. ruspina Aurivillius, 1909
- S. schultzei Aurivillius, 1925
- S. transiens Hampson, 1901
- S. triangularis Mabille, 1893
- S. variata Chandeze., 1927